# 鼻鬚高原鰍
鼻鬚高原鰍（學名：Triplophysa nasobarbatula）為輻鰭魚綱鯉形目條鰍科高原鰍屬的其中一種。分布於亞洲中國廣西壯族自治區荔波縣淡水流域，本魚體延長，前半部呈圓柱狀，後半部扁平，頭部寬大，雄性吻部兩側從眼前下緣至口角有一條乳狀突起，口下位，下唇具皺褶，中央有一缺刻，觸鬚3對，側線明顯，背鰭外緣略凹，雄魚胸鰭外緣寬大且鰭條變硬，尾鰭叉形，體色淺黃色，背部具6條深褐色橫斑，背鰭和尾鰭具不規則小斑點，體長可達4.1公分，棲息在溪流底層水域，生活習性不明。

## 扩展阅读
維基物種上的相關：鼻鬚高原鰍